# 尼德尔斯 (加利福尼亚州)
尼德尔斯（英語：Needles），是美国加利福尼亚州圣贝纳迪诺县下属的一座城市。建市于1913年10月30日，面积大约为30.81平方英里（79.8平方公里）。根据2010年美国人口普查，该市有人口4,844人。